# Wiosna. Wielka woda
Wiosna. Wielka woda (ros. Весна. Большая вода) – obraz olejny Isaaka Lewitana namalowany w 1897.
Tematyka krajobrazu rosyjskiego, w tym nawet najmniej oryginalnych miejsc, fascynowała Isaaka Lewitana przez całą jego twórczość.
Obraz przedstawia typowy krajobraz rosyjskiej wsi w czasie wiosennych roztopów. W przedstawionym pejzażu dominuje przyroda – znakiem działalności człowieka są jedynie porzucona łódź na pierwszym planie oraz pojedyncze drewniane chaty w tle. Lewitan ukazał zagajnik brzozowy zalany przez występującą z brzegów wodę. Wśród cienkich, powyginanych brzóz wyróżniają się najwyższy wśród drzew dąb oraz stojąca po jego prawej stronie sosna. Drzewa, jeszcze bezlistne, odbijają się w spokojnej, błękitnej tafli wody. Obraz miał stanowić pochwałę piękna natury rosyjskiej, nietkniętej przez człowieka (ślady jego działalności nie wpływają na wygląd lasu). Ukazany krajobraz tchnie spokojem, beztroską i wewnętrzną siłą przyrody, co potęguje dobór barw – w dziele przeważa błękit wód i nieba. Piękno natury jest równocześnie ukazywane jako wartość ulotna, nietrwała, i jako stała część rosyjskiej kultury. Na pierwszą cechę wskazują pochylone brzozy namalowane w grupie drzew i ich niewyraźne odbicia (na dalszym planie brzozy niemal całkowicie zlewają się ze sobą); wyrazem drugiej jest silnie zarysowany dąb o podobnych barwach co wykonana przez człowieka łódź. Lewitan niezwykle precyzyjnie odtworzył grę światła i cieni na powierzchni wody, przyczyniając się do liryzacji przedstawionego krajobrazu.
Wiosna. Wielka woda zaliczana jest do najlepszych pejzaży pędzla Lewitana, a tym samym do szczytowych osiągnięć rosyjskiego realistycznego malarstwa pejzażowego.